# Тамбовская областная детская библиотека
Тамбовская областная детская библиотека — государственное учреждение культуры города Тамбова. Библиотека была открыта по решению исполкома областного Совета депутатов трудящихся 15 августа 1956 года на базе городской детской библиотеки № 2. Первым директором ТОДБ была Елизавета Ивановна Бабахова, заслуженный работник культуры РФ. С 1984 года библиотека находится в здании бывшего Мариинского детского приюта по адресу: Тамбов, улица Советская 59. С 1984 по 2003 года директором библиотеки была Людмила Гавриловна Овсянникова, заслуженный работник культуры РФ.
С 2003 года библиотекой руководит Татьяна Павловна Ушакова. Сейчас библиотека является методическим центром для детских библиотек  Тамбовской области, издает пособия по проблемам детского чтения, ведет информационную, культурно-просветительскую работу. При библиотеке работают клубы и кружки по интересам, в том числе литературное объединение «Тропинка» (руководитель — Валентина Тихоновна Дорожкина, тамбовский поэт, прозаик, краевед). «Тропинка» имеет звание Народного коллектива (1994), является обладателем премии имени  Е. А. Баратынского (2002). Библиотека является победителем республиканских и областных конкурсов, лауреатом Национальной премии им.  Л. Н. Толстого. 